# دنور سیتی (تگزاس)
دنور سیتی، تگزاس(به انگلیسی: Denver City, Texas) شهری در ایالت تگزاس از ایالات جنوبی ایالات متحده آمریکا است. در سرشماری سال ۲۰۰۰، جمعیت این شهر ۳۹۸۵ نفر اعلام شد.

## نگارخانه

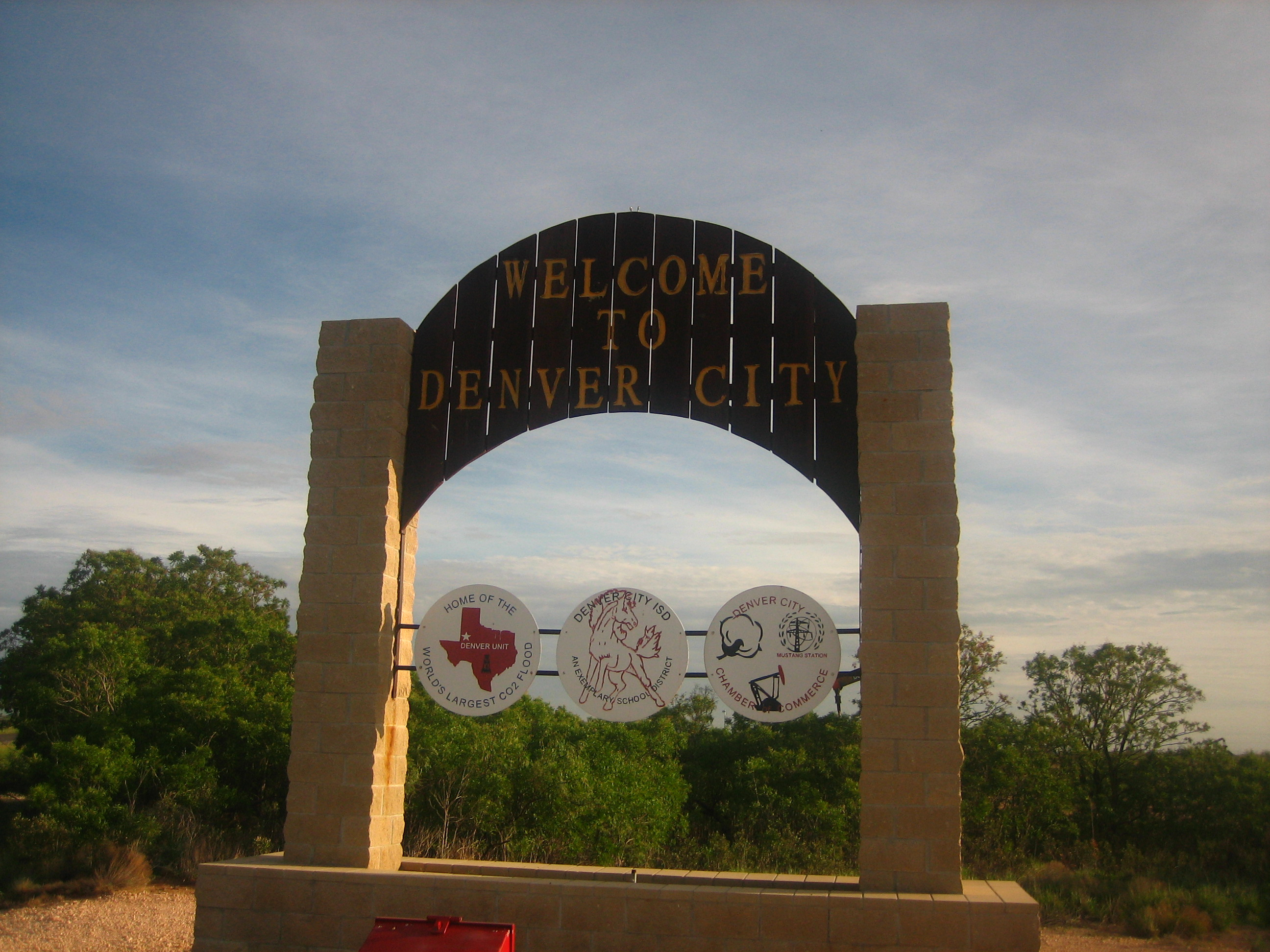
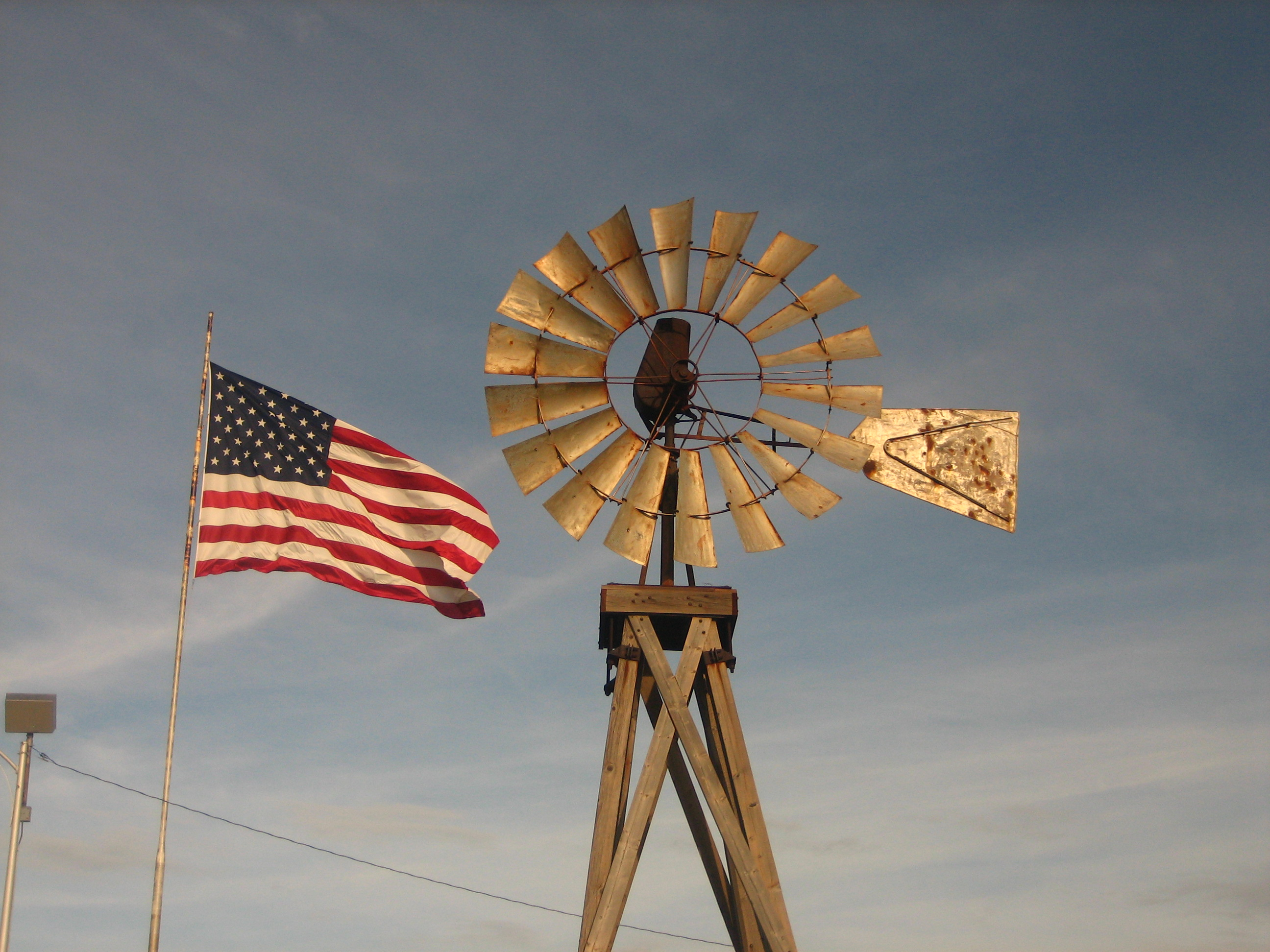
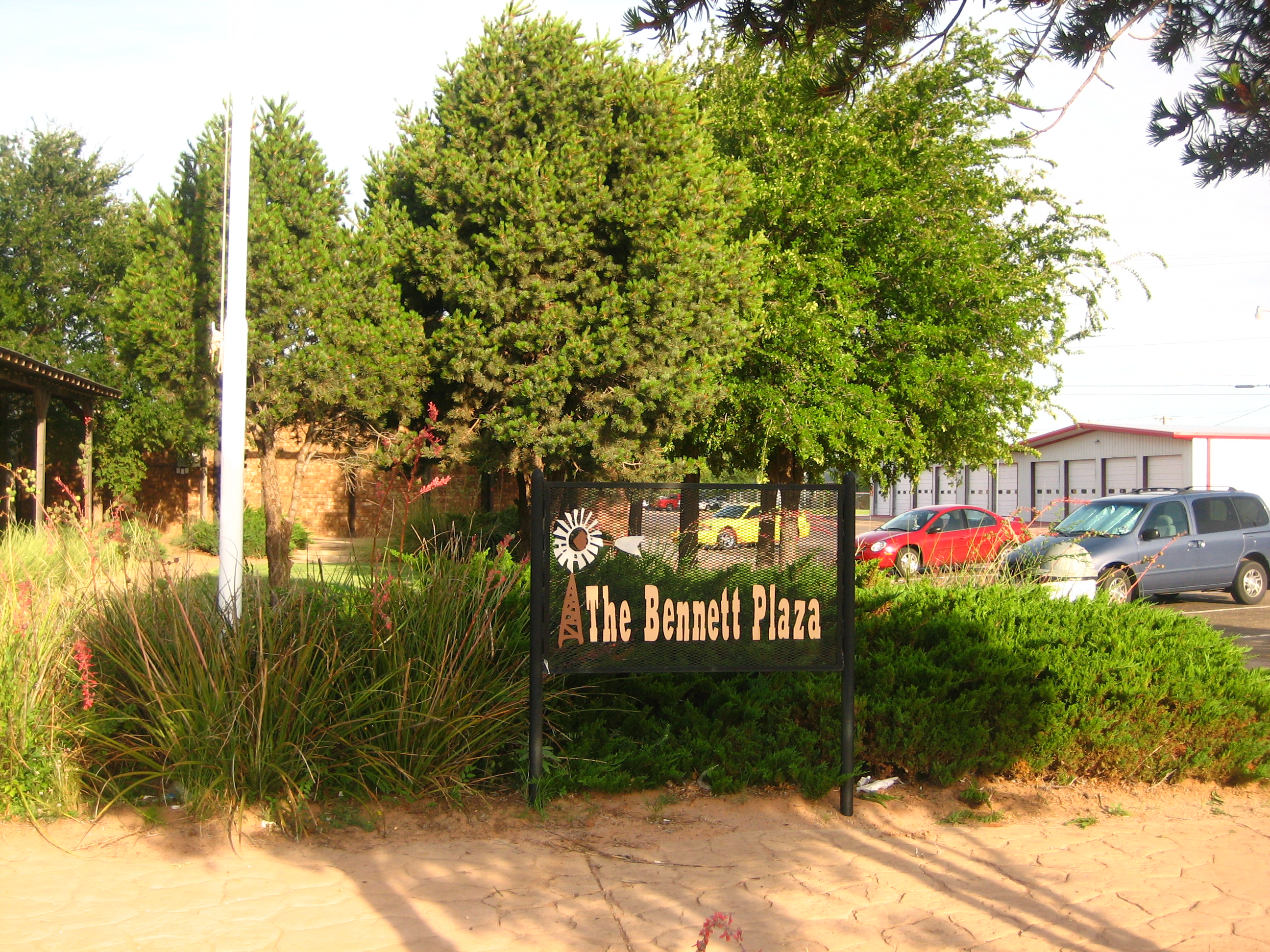
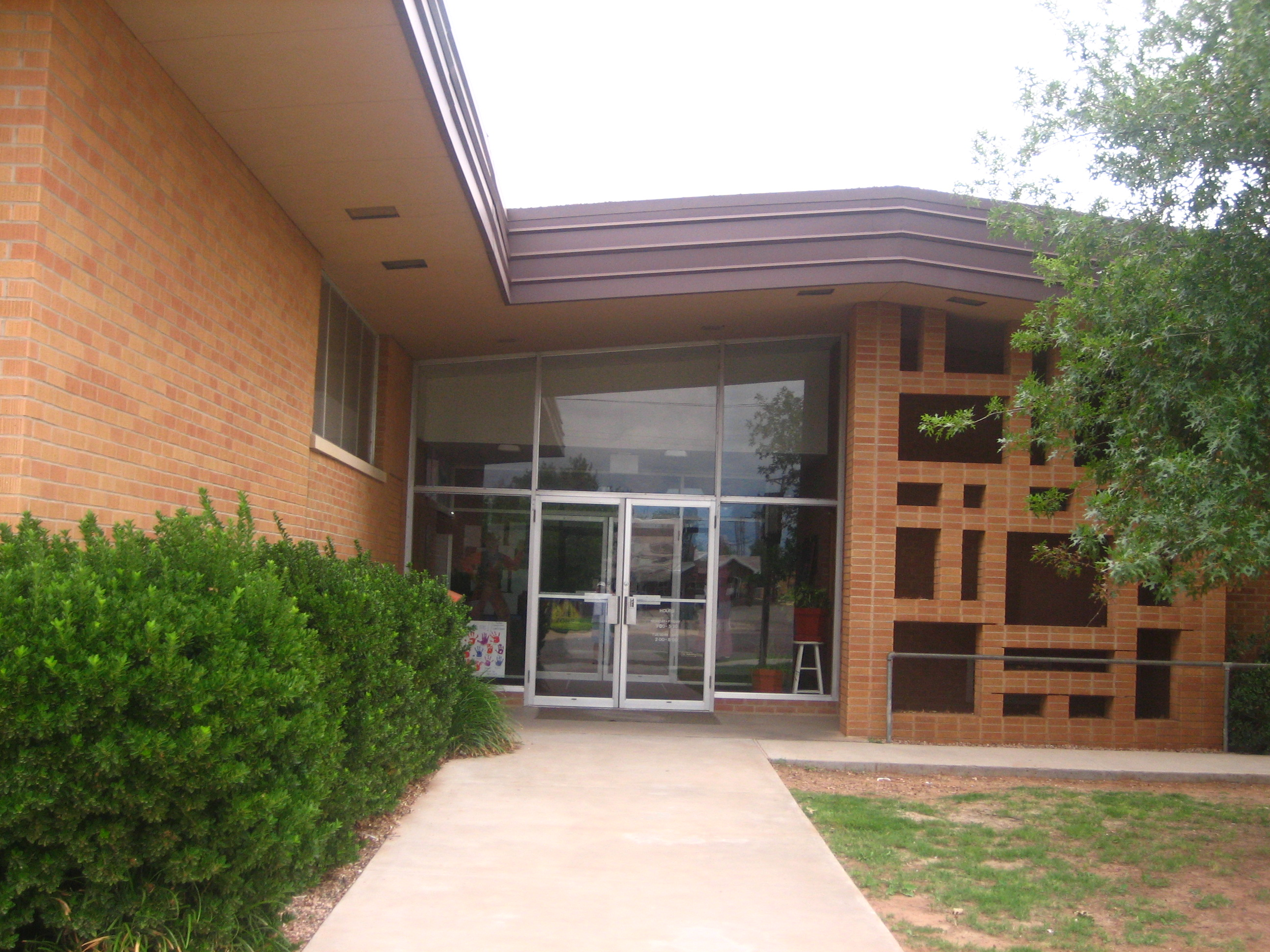
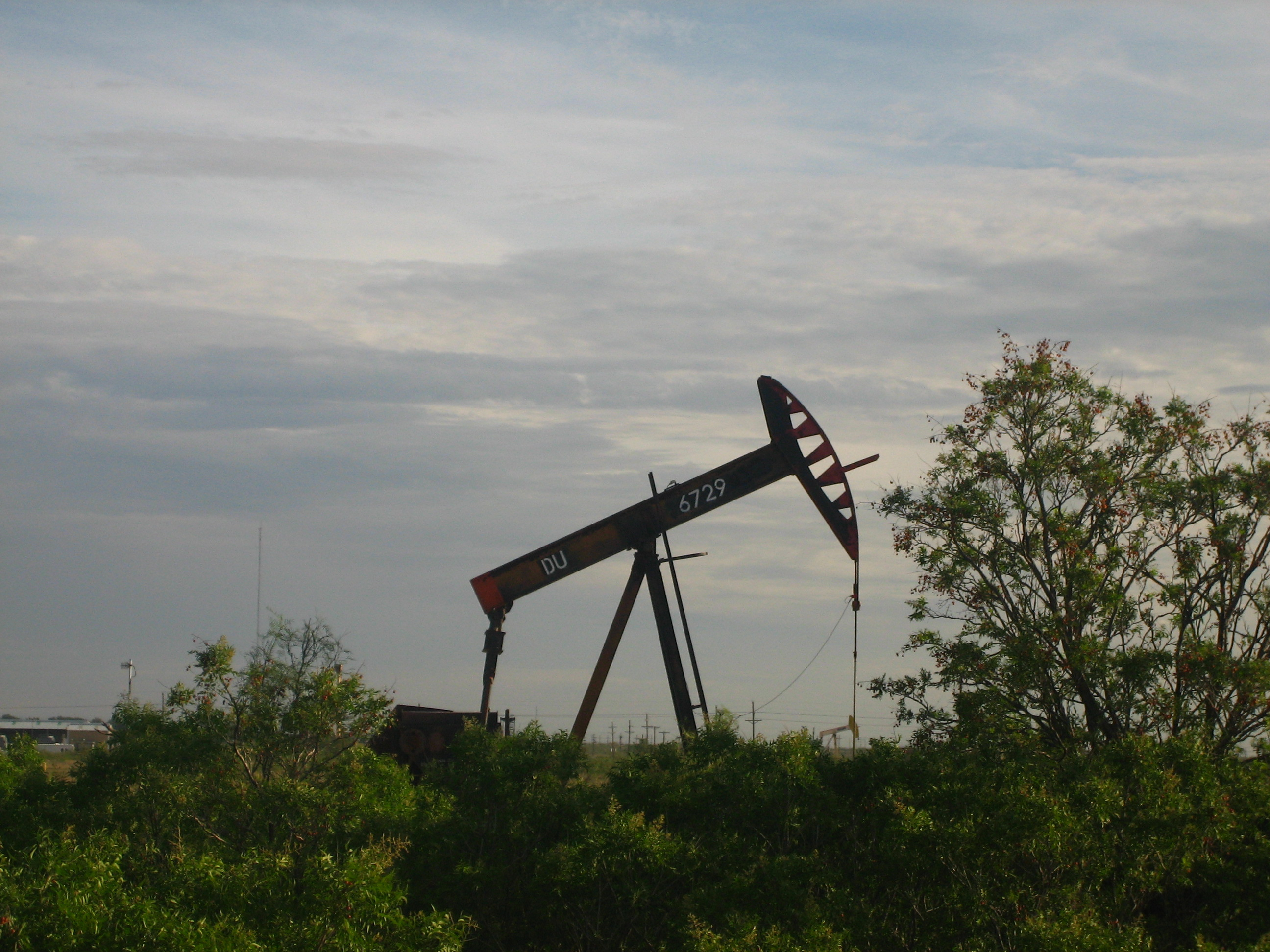
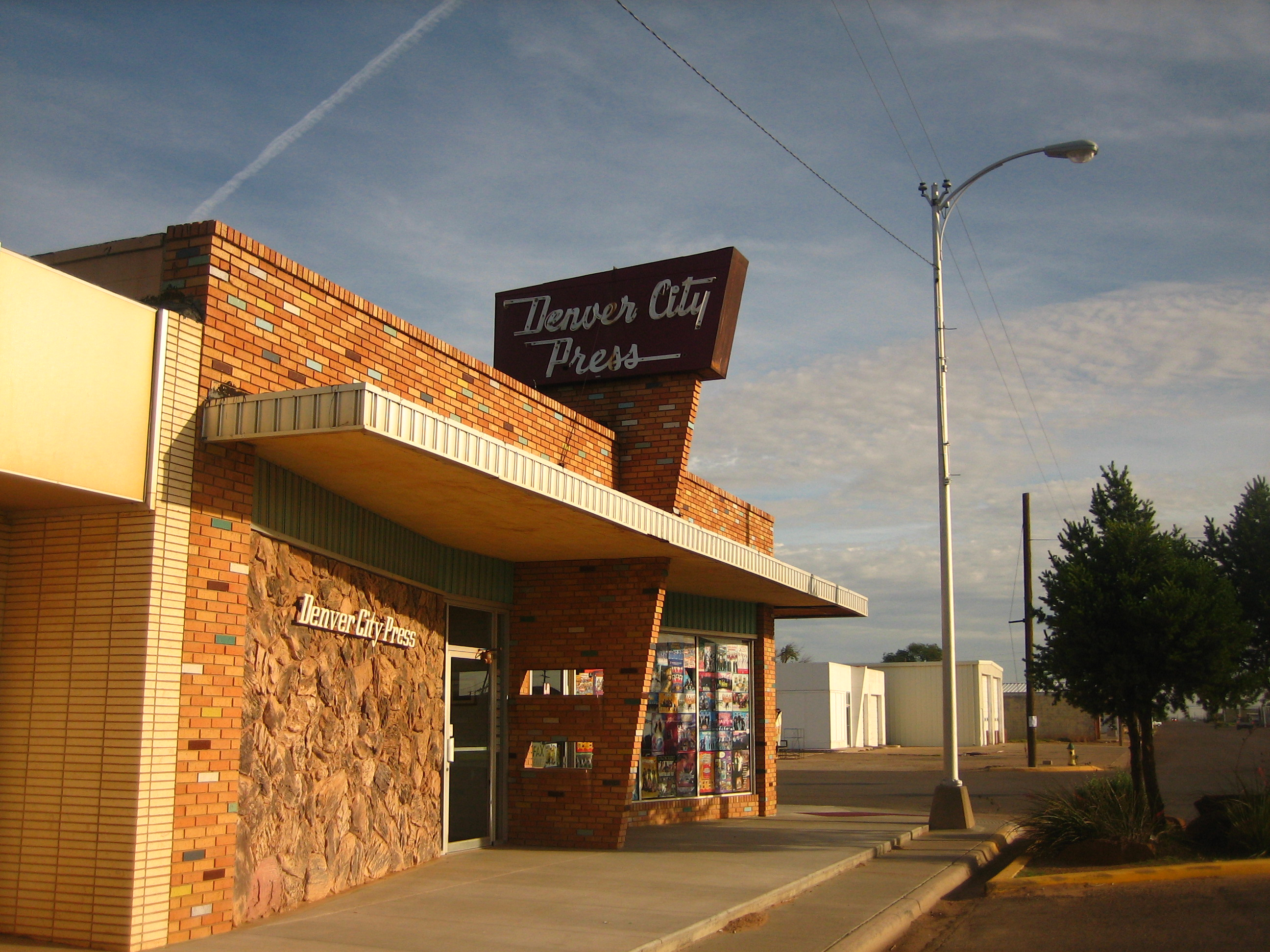
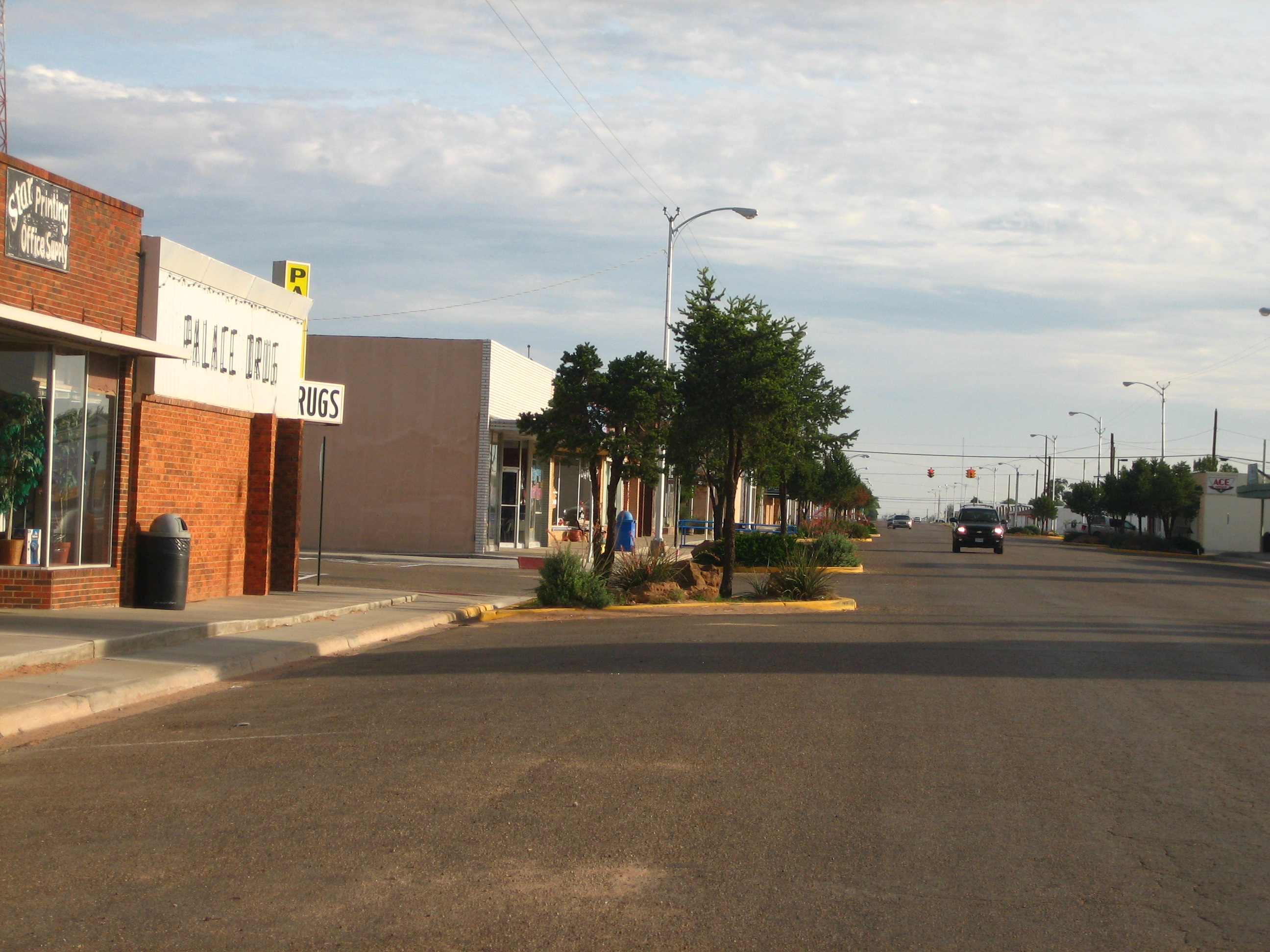
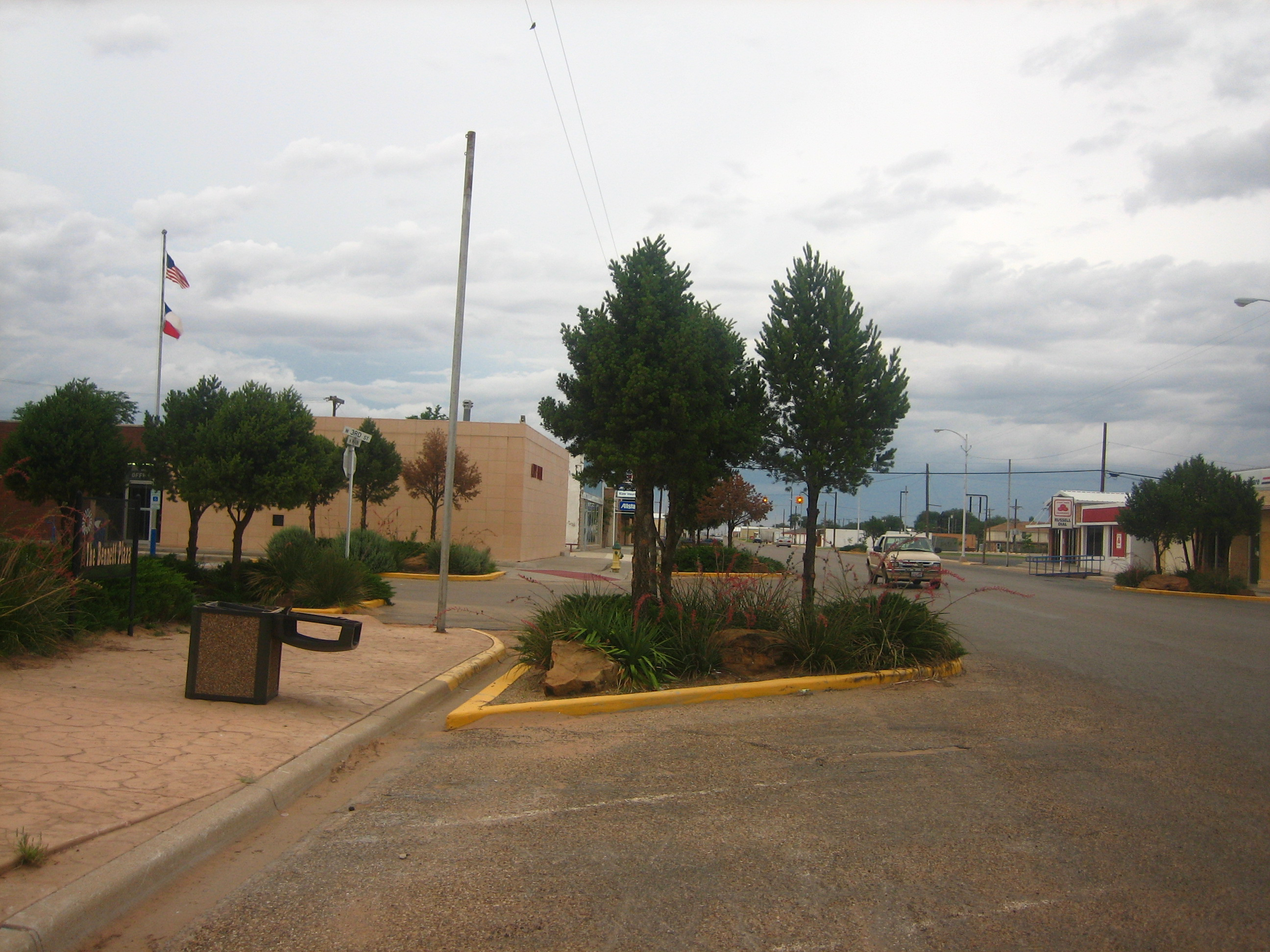